# Árla
Pour les articles homonymes, voir Arla.

Árla, en grec moderne : Άρλα, est un village du dème d'Achaïe-Occidentale, dans le district régional d’Achaïe, en Grèce-Occidentale.
Selon le recensement de 2011, la population du dème compte 335 habitants.